# Dennis Pinheiro
Dennis Pinheiro (Aimorés, 10 de janeiro de 1989) é um ator e cantor brasileiro. Por suas participações em obras do teatro e do cinema musical, foi vencedor do Kikito de Melhor Ator no Festival de Cinema de Gramado e indicado ao Prêmio Bibi Ferreira na Categoria Revelação em Musicais.

## Carreira
Em 2014, Dennis Pinheiro mudou-se para o Rio de Janeiro para estudar na Escola Técnica Estadual de Teatro Martins Penna. Desde então participou de dezenas de peças e espetáculos no Rio e em São Paulo, com destaque para S’imbora o Musical - A História de Wilson Simonal, Yank! O Musical, Cabaret dos Bichos, Tarsila, a Brasileira, como Mário de Andrade e Sweeney Todd – O Cruel Barbeiro da Rua Fleet, com o personagem Anthony, onde o ator foi apenas o segundo negro na história a interpretar o papel em mais de quarenta anos. Além disso, o ator teve participações na televisão em novelas como Segundo Sol, A Lei do Amor e Um Lugar ao Sol.
Em 2021, teve sua primeira participação no cinema ao protagonizar o filme musical Fantasma Neon, de Leonardo Martinelli. O curta teve sua estreia mundial na competição do Festival de Locarno, onde saiu premiado com o Leopardo de Ouro de Melhor Curta-Metragem Internacional. Posteriormente, em 2022, o filme estreou no Brasil na competição do Festival de Cinema de Gramado, onde foi premiado com quatro Kikitos, sendo o Melhor Filme do Júri Oficial, do Júri da Crítica, Melhor Direção e Melhor Ator para Dennis Pinheiro. Além disso, o filme teve passagem por alguns dos festivais de cinema mais importantes da Europa e da América Latina, como San Sebastian, BFI London, Clermont-Ferrand, Cartagena, Guadalajara, Montreal, Vancouver, Winterthur e outros. O crítico Luiz Carlos Merten, do Estadão, citou o filme como um dos melhores do ano em 2022 e escreveu que o ator Dennis Pinheiro é uma revelação.

## Prêmios e indicações
| Ano  | Prêmio                                                | Categoria                                         | Trabalho indicado                            | Resultado |        |
| ---- | ----------------------------------------------------- | ------------------------------------------------- | -------------------------------------------- | --------- | ------ |
| 2022 | Festival de Cinema de Gramado                         | Kikito de Melhor Ator em Curta-Metragem           | Fantasma Neon                                | Venceu    | [ 15 ] |
| 2022 | Festival de Cinema de Vitória                         | Melhor Interpretação                              | Fantasma Neon                                | Indicado  | [ 16 ] |
| 2022 | RibaCine — Festival de Cinema de Rio Bonito           | Melhor Elenco (compartilhado com Silvero Pereira) | Fantasma Neon                                | Venceu    | [ 17 ] |
| 2022 | CinéMartinique Festival (França)                      | Prêmio de Melhor Interpretação                    | Fantasma Neon                                | Venceu    | [ 18 ] |
| 2022 | Festival Audiovisual de Campina Grande – Comunicurtas | Melhor Ator                                       | Fantasma Neon                                | Venceu    | [ 19 ] |
| 2022 | Cine PE                                               | Melhor Ator em Curta-Metragem                     | Fantasma Neon                                | Venceu    | [ 20 ] |
| 2022 | Festival Internacional de Cine de Rengo (Chile)       | Melhor Interpretação                              | Fantasma Neon                                | Venceu    | [ 21 ] |
| 2022 | Prêmio Bibi Ferreira                                  | Revelação em Musicais                             | Sweeney Todd – O Cruel Barbeiro da Rua Fleet | Indicado  | [ 22 ] |
| 2022 | Prêmio Destaque Imprensa Digital                      | Destaque Revelação                                | Sweeney Todd – O Cruel Barbeiro da Rua Fleet | Indicado  | [ 23 ] |
| 2023 | FestCine Itaúna                                       | Melhor Ator                                       | Fantasma Neon                                | Venceu    | [ 24 ] |